# 11148 Ейнгардресс
11148 Ейнгардресс (11148 Einhardress) — астероїд головного поясу, відкритий 7 грудня 1997 року.
Тіссеранів параметр щодо Юпітера — 3,485.